# عصام السرطاوی
عصام السرطاوی (عربی: عصام السرطاوي)؛ (زاده: ۱۹۳۵ - درگذشته: ۱۰ آوریل ۱۹۸۳) از رهبران فلسطینی از نابلس روستای سرطه است. وی مشاور ارشد امور خارجه یاسر عرفات، رئیس سازمان آزادی‌بخش فلسطین و نماینده سازمان آزادی فلسطین در پایتخت پرتغال لیسبون و عضو کمیته مرکزی فتح بود.

## زندگی و فعالیت‌ها
عصام سرطاوی در روستای سرطه – غرب، جنوب نابلس - متولد شد خانواده اش به بغداد پناهنده شد و در دانشکده پزشکی در دانشگاه مشغول به کار بود. او تا اواخر دهه ۱۹۵۰ به جنبش ملی‌گرای عرب پیوست. او در قیام موصل در سال ۱۹۵۹ علیه رئیس‌جمهور عبدالکریم قاسم شرکت کرد که منجر به بیش از یک سال دستگیری او شد. او تحصیلات پزشکی در بغداد را به اتمام رساند و برای کسب تخصص در زمینه جراحی قلب به ایالات متحده آمریکا رفت. هنگامی که جنگ در سال ۱۹۶۷ آغاز شد، او به عنوان نماینده کمیته عربی - آمریکایی برای اطلاع مقامات مصری از تمایل و میل جوانان عرب در آمریکا به داوطلب شدن برای مبارزه به قاهره رفت، اما جنگ تمام شد و شکست خوردند. او «هیئت عام برای حمایت از انقلاب فلسطین» را ایجاد کرد. و سپس به خدمات پزشکی فتح ملحق شد و سازمان خود را برای تبدیل شدن به یک گروه مستقل به نام «هیئت عام برای آزادی فلسطین» تغییر داد. در نشست نهم شورای ملی فلسطین انحلال سازمان و پیوستن به جنبش فتح اعلام نمود؛ و مشاور رئیس سازمان آزادیبخش فلسطین در امور خارجی شد. او عضو شورای ملی فلسطین و شورای انقلاب فتح باقی ماند. همچنین مسئول ارتباطات با شخصیتهای اسرائیلی «وفادار به ایده صهیونیسم و به رسمیت شناختن حق مردم فلسطین برای تعیین سرنوشت» شد و اولین جلسه را در پاریس در سال ۱۹۷۶ برگزار نمود.

## ترور
عصام سرطاوی در پرتغال، هنگامی که دوره ای دررابطه با سوسیالیسم جهانی را می‌گذراند، ترور شد. گروه (ابو نضال) مسئولیت این ترور را پذیرفت.